# UFC 164
UFC 164: Henderson vs. Pettis 2 fue un evento de artes marciales mixtas celebrado por Ultimate Fighting Championship el 31 de agosto de 2013 en el BMO Harris Bradley Center en Milwaukee, Wisconsin.

## Historia
Se esperaba que el evento principal fuera un combate por el campeonato de peso ligero de UFC entre el actual campeón Benson Henderson y el contendiente TJ Grant. Sin embargo, Grant era forzado a salir de la pelea por una lesión y fue reemplazado por Anthony Pettis. Henderson y Pettis se encontraron en 2010 en el evento final de World Extreme Cagefighting, WEC 53. Pettis derrotó a Henderson por decisión unánime para ganar el título ligero en un combate que fue ampliamente elogiado por los fanes de MMA y expertos por igual como la pelea del año.
La pelea coestelar fue una pelea entre dos excampeones de Peso Pesado de UFC, Frank Mir y Josh Barnett.

## Resultados
1. ↑  Por el campeonato de peso ligero de UFC.

## Premios extra
Cada peleador recibió un bono de $50,000.
- Pelea de la Noche: Pascal Krauss vs. Hyun-gyu Lim
- KO de la Noche: Chad Mendes
- Sumisión de la Noche: Anthony Pettis